# Anne-Élisabeth-Louise de Brandebourg-Schwedt
Anne-Élisabeth-Louise de Brandebourg-Schwedt, née le 22 avril 1738 et morte le 10 février 1820) est une princesse prussienne.

## La famille

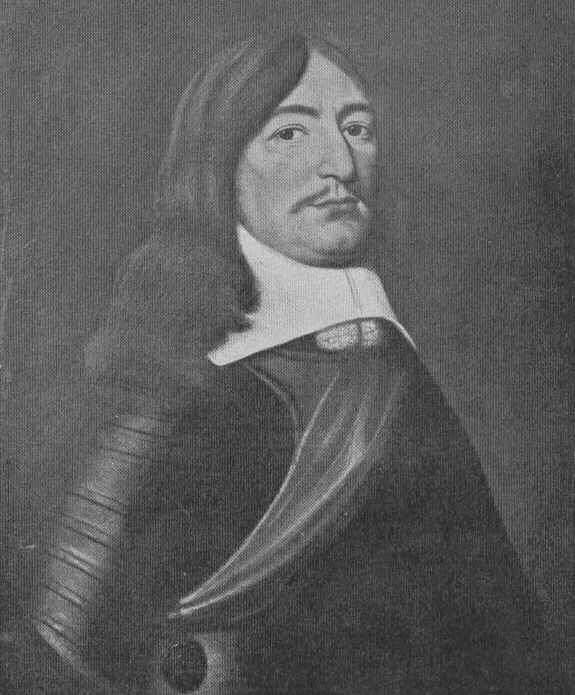
Friedrich Wilhelm Ier, Électeur de Brandebourg, tableau au Château Supérieur

Anne-Élisabeth-Louise est l'un des cinq enfants nés de Frédéric-Guillaume de Brandebourg-Schwedt et de Sophie-Dorothée de Prusse. Elle est la sœur de Frédérique-Dorothée de Brandebourg-Schwedt et Philippine de Brandebourg-Schwedt.
Son père est un fils de Philippe-Guillaume de Brandebourg-Schwedt et Jeanne-Charlotte d'Anhalt-Dessau.
Sa mère est une fille de Frédéric-Guillaume Ier de Prusse et de Sophie-Dorothée de Hanovre. Par sa mère, Anne Élisabeth Louise est donc la nièce de Frédéric II de Prusse.

## Mariage et descendance
Le 27 septembre 1755 dans le Château de Charlottenbourg, à Berlin, Anne Élisabeth Louise épouse son oncle Auguste Ferdinand de Prusse, un jeune frère de sa mère, Sophie Dorothée. Il a alors huit ans de plus qu'elle et est un des plus jeunes fils de Frédéric-Guillaume Ier de Prusse et de Sophie-Dorothée de Hanovre (elle-même fille unique de Georges Ier de Grande-Bretagne).
Le couple a sept enfants:
- Frédérique-Élisabeth-Dorothée-Henriette-Amélie, princesse de Prusse (1761-1773)
- Frédéric-Henri-Émile-Charles, prince de Prusse (1769-1773)
- Louise de Prusse (1770-1836), mariée au Prince Antoni Radziwiłł
- Henri-Frédéric-Charles-Louis (1771-1790)
- Louis-Ferdinand de Prusse (1772-1806)
- Frédéric Paul Henri Auguste, prince de Prusse (1776)
- Auguste de Prusse (1779-1843)

Le père biologique de sa fille Louise, qui est née en 1770, pourrait avoir été le comte Friedrich Wilhelm Carl von Schmettau. Louise a été décrite comme belle, pleine d'esprit et de naturel.

La princesse suédoise Edwige Elisabeth Charlotte la décrit au moment de sa visite en 1798 : 

« Dans l'après-midi, nous avons visité cette princesse, qui vit à Bellevue, dans la banlieue de Berlin. C'est une petite villa, très appropriée pour une personne privée, mais loin d'être royal. L'accueil ici est tout à fait dissemblable à ma tante. La princesse Ferdinand est raide et le fait est évident qu'elle a voulu nous impressionner. J'étais bien sûr polie, mais après j'avais remarqué, qu'elle a eu un ton condescendant et voulu m'embarrasser, j'ai répondu de la même manière et affiché le même orgueil. La princesse n'est plus jeune, a sûrement été belle, ressemble à une aristocrate française, mais pas comme une princesse, elle n'a rien de royal à son sujet. Je ne pense pas qu'elle est habile, mais elle peut faire une conversation agréable, et elle est très confiante, comme on le devient, par une longue habitude de la socialisation dans le grand monde »

Élisabeth Louise a été l'un des rares membres de la maison royale de rester à Berlin pendant l'occupation française en 1806. Alors que la plupart de la famille royale sont partis et malgré les critiques, Élisabeth Louise est restée avec son conjoint et la princesse Wilhelmine de Hesse-Cassel à cause de leur « grand âge », comme l'a fait la Princesse Augusta de Prusse, qui était enceinte à l'époque.
Un visiteur à son égard en 1813-14 a commenté : « je n'ai jamais vu une telle formelle, rigide et désagréable vieille femme - vieille cour outree, et elle me faisait peur à la mort. J'étais content d'être là... ».

## La mort
Auguste Ferdinand meurt à Berlin le 2 mai 1813. Élisabeth Louise mourut sept ans plus tard, le 22 février 1820. Elle est enterrée dans la cathédrale de Berlin.